# Karol Zalewski
Karol Zalewski (født 7. august 1993 i Reszel i Warmia) er en polsk sprinter.
Han deltog på Polens hold som kom på 5. plads på 4 × 400 meter under Sommer-OL 2020 i Tokyo. Zalewski deltog på 400 meter, der blev han udslået i det indledende heat.